# Colymbetes schildknechti
Colymbetes schildknechti é uma espécie de insetos coleópteros pertencente à família Dytiscidae.
A autoridade científica da espécie é Dettner, tendo sido descrita no ano de 1983.
Trata-se de uma espécie presente no território português.